# Maison Teomirović
La maison Teomirović (en serbe cyrillique : Теомировићева кућа ; en serbe latin : Teomirovićeva kuća) est située à Grocka, en Serbie, dans la municipalité de Grocka et sur le territoire de la ville de Belgrade. Construite dans la première moitié du XIXe siècle, elle est inscrite sur la liste des monuments culturels protégés de la république de Serbie et sur la liste des biens culturels de la ville de Belgrade.

## Présentation
La maison Teomirović, située 11 rue Gročanska à Grocka, a été construite dans la première moitié du XIXe siècle, dans le style caractéristique des maisons traditionnelles de la Morava, dans sa variante « danubienne ».
La maison dispose de trois pièces et est dotée d'un porche et d'un étage en avancée ; elle possède également une cave. Elle est constituée d'une structure en bois remplie d'un mélange d'osier et de boue ; le toit est recouvert de tuiles.